# سویی سلمانلی
سویی سلمانلی (انگلیسی: Sevgi Salmanlı؛ زادهٔ ۲۱ نوامبر ۱۹۹۳) بازیکن فوتبال اهل ترکیه است.
وی همچنین در تیم ملی فوتبال زنان ترکیه بازی کرده‌است.